# Duquesa de Carigliano
A duquesa de Carigliano é uma personagem fictícia da Comédia Humana de Honoré de Balzac, cujo principal papel se desenrola em La Maison du chat-qui-pelote, em que ela se apaixona loucamente pelo pintor Théodore de Sommervieux
Nascida Malin (não nobre) de Gondreville (título adquirido por seu pai) em 1778, ela aparece pela primeira vez com trinta e seis anos em 1814 em La Maison du chat-qui-pelote (lançado em 1830), em que seduz o marido de Augustine, o pintor Theodore de Sommervieux. Ela mora em uma esplendorosa mansão no faubourg de Saint-Germain, onde recebe igualmente Victor d'Aiglemont, companheiro de farra de Sommervieux. Seu papel é de uma mulher experiente no amor, que sabe prender um homem em sua teia e a quem a infeliz Augustine vem implorar para que devolva seu marido. Depois de alguns conselhos condescendentes sobre a maneira de tratar os homens, a cruel duquesa devolve a Augustine o retrato que Théodore lhe havia dado.
Em 1818, em Les Paysans, ela se ocupa do casamento do Conde de Montcornet porque ela faz parte das “duquesas napoleônicas” fortemente devotadas aos Bourbons, o que lhe permite obter certos favores.
Em Le Père Goriot (lançado em 1835), cuja ação se situa em 1819, ela participa do baile da Viscondessa de Beauséant. Ela é então uma das mulheres mais em moda em Paris.
Em 1822-23, em Le Cabinet des Antiques, é no seu salão que Victurnien d'Esgrignon é depenado pelos “espertos” mais célebres de Paris: Henri de Marsay, Maxime de Trailles e Eugène de Rastignac.
Em 1829, com o avanço da idade, ela se torna conservadora. Em La Peau de chagrin, ela é muito ligada à Condessa Fœdora, e faz parte do grupo bonapartista.
Em 1839, ela se aposenta no castelo de Gondreville em Le Député d'Arcis, depois da morte trágica do seu sobrinho Charles Keller. Ela se ocupa de obras de caridade e procura um emprego para a Baronesa Hulot d'Ervy em La Cousine Bette. Torna-se devota.
Aparece também em:
- Illusions perdues
- Les Employés ou la Femme supérieure